# Camille Durutte
 (février 2012).
Si vous disposez d'ouvrages ou d'articles de référence ou si vous connaissez des sites web de qualité traitant du thème abordé ici, merci de compléter l'article en donnant les références utiles à sa vérifiabilité et en les liant à la section « Notes et références ».
Pour les articles homonymes, voir Durutte.
François Antoine Camille, comte Durutte (né le 15 octobre 1803 à Ypres et mort le 24 septembre 1881 à Paris), est un compositeur et théoricien de la musique français.

## Biographie
Fils du général François Durutte, il se destine à une carrière militaire. Il fait ses études au Lycée Louis-le-Grand à Paris puis à l'École polytechnique de 1823 à 1825. C'est seulement après la mort de son père, en 1827, qu'il se tourne vers la musique.
Il conçoit une théorie musicale mathématique qui se fondait sur les travaux de Josef Hoëné-Wronski et qu'il exposa dans ses ouvrages Esthétique musicale (1855) et Technie harmonique (1876). Ses théories se révélèrent peu fructueuses pour la pratique musicale et ne furent reprises que de manière isolée, par exemple par Edgar Varèse.
Durutte composé par ailleurs plusieurs opéras, des œuvres de musique religieuse et de la musique de chambre.

## Ouvrages
- Esthétique musicale : Technie ou Lois générales du système harmonique, 1855
- Résumé élémentaire de la Technie harmonique et complément de cette Technie, 1876